# Карбонат диспрозия(III)
Карбонат диспрозия(III) — неорганическое соединение, 
соль диспрозия и угольной кислоты с формулой Dy2(CO3)3,
желтоватые кристаллы,
не растворяется в воде,
образует кристаллогидраты.

## Получение
- Действие карбоната щелочного металла на растворимую соль диспрозия:

{\displaystyle {\mathsf {Dy_{2}(SO_{4})_{3}+3Na_{2}CO_{3}+4H_{2}O\ {\xrightarrow {}}\ Dy_{2}(CO_{3})_{3}\cdot 4H_{2}O\downarrow +3Na_{2}SO_{4}}}}
- Безводную соль получают пропусканием углекислого газа под давлением (15-20 атм) через раствор хлорида диспрозия(III) с добавлением анилина в качестве буфера:

{\displaystyle {\mathsf {2DyCl_{3}+3CO_{2}+6C_{6}H_{5}NH_{2}+3H_{2}O\ {\xrightarrow {90^{o}C}}\ Dy_{2}(CO_{3})_{3}+6[C_{6}H_{5}NH_{2}\cdot HCl]}}}

## Физические свойства
Карбонат диспрозия(III) образует желтоватые кристаллы,
не растворяется в воде.
Образует кристаллогидраты состава Dy2(CO3)3•H2O и Dy2(CO3)3•4H2O.

## Химические свойства
- Кристаллогидрат при нагревании частично теряет воду:

{\displaystyle {\mathsf {Dy_{2}(CO_{3})_{3}\cdot 4H_{2}O\ {\xrightarrow {150^{o}C}}\ Dy_{2}(CO_{3})_{3}\cdot H_{2}O+3H_{2}O}}}